# Manukau City
Manukau City (1989-2010) était une grande ville de la région d'Auckland, sur l'île du Nord de la Nouvelle-Zélande. Elle est aujourd'hui appelée South Auckland, ou East Auckland, puisqu'elle constitue les quartiers Sud et Est d'Auckland. Située au Nord de Papakura, à l'Est et au Sud d'Auckland Central, elle comprend des quartiers résidentiels, industriels, un port maritime, des zones rurales et le parc naturel de Hunua. C'est une agglomération relativement récente, à qui le statut de ville a été décerné en 1989. Sa population en juin 2010 est d'environ 375 000 habitants, ce qui faisait d'elle la troisième plus grande ville de la Nouvelle-Zélande avant 2010 ; elle possédait également la croissance la plus rapide du pays.

## Étymologie
Le nom Manukau, du port de Manukau à l'ouest de la ville, est d'origine maori. Il signifie « oiseaux pataugeant ». On suggère également que le nom du port peut être Mānuka, indiquant l'emplacement d'un poteau servant de balise qu'un chef Maori y aurait laissé pour prendre possession de ces terres.

## Histoire
Manukau City a été formée par la fusion du comté de Manukau et du district de Manurewa, en 1965. La ville s'est étendue en 1989 avec la réorganisation nationale de l'administration locale ; elle inclut depuis lors la ville de Papatoetoe et le district de Howick, mais elle perdit en même temps le district de Papakura qui est devenu une ville. Le 1er novembre 2010, le Manukau City Council fut supprimé et ajouté au tout nouveau Auckland Council (comprenant 7 anciennes villes ou districts dont Manukau City et Papakura) et faisant de Auckland une « méga-ville » de pratiquement 1 400 000 habitants.

## Géographie

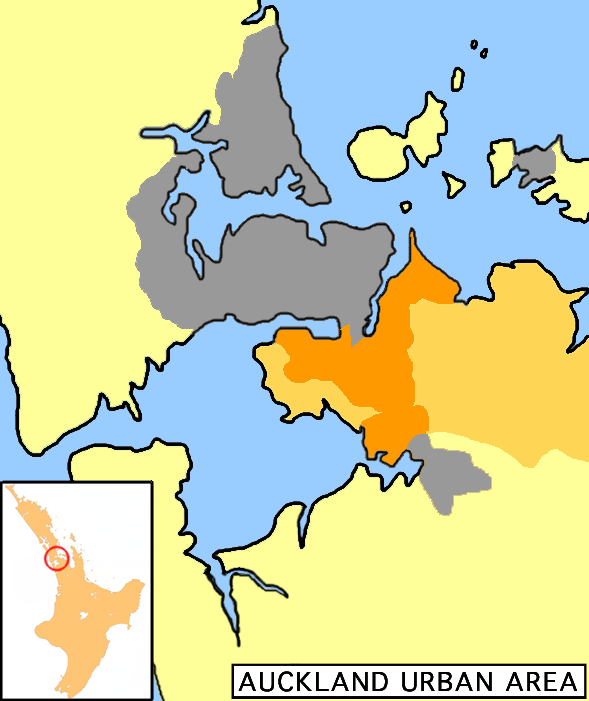
Localisation de l'ex Manukau City (en orange) sur un plan de la région d'Auckland.

La région de Manukau City se situe au sud de l'isthme d'Otahuhu, terres les plus étroites entre la ville d'Auckland et la région de Northland avec le reste de l'île du Nord. L'isthme ne mesure que 1 500 mètres de large à sa partie la plus étroite, entre le tributaire Otahuhu Creek de la rivière Tamaki (elle-même une branche estuairienne du golfe de Hauraki) à l'est et l'anse de Mangere (en) (une partie du port de Manukau) à l'ouest.
La région au sud de l'isthme contient le cœur de Manukau City, qui s'étend de part et d'autre des State Highway, (autoroute nationale) 1 et 20. Le centre-ville de Manukau City se situe à la jonction de ces deux autoroutes, à environ 20 km au sud-est du centre-ville d'Auckland.
On trouve des terres plutôt rurales et semi-rurales à l'est du centre-ville ; elles sont comprises dans Manukau City même. Elles s'étendent jusqu'à près des monts Hunua (en), situé près du Firth of Thames, et comprennent les villes de Clevedon et de Maraetai.
Au-delà de Manukau City, au sud, on trouve Papakura et le district de Franklin, moins urbains mais faisant partie de la région d'Auckland.
L'aéroport international d'Auckland se situe à Mangere, à l'ouest de Manukau City, près des eaux du port de Manukau..

## Organisation
Auckland regroupe aujourd'hui les anciennes municipalités de la région dont  : le District of Franklin, Manukau City, le District de Papakura, Auckland City, Waitakere City, North Shore City et le District de Rodney. La population de ces quartiers a été regroupée pour former l'Auckland actuel dirigé par l'Auckland Council.
La zone Est et Sud d'Auckland (l'ex Manukau City) est organisée en trois district (wards) qui chacun peut-être divisé en deux conseil local (local board) : voir lien
- Le premier district (équivalent à l'Ouest de Manukau City) est Manukau. Il est divisé en deux conseils locaux (local board) : Mangere - Otahuhu et Otara - Papatoetoe
- Le second district (équivalent au Sud de Manukau City) est Manurewa-Papakura. Il est aussi divisé en deux conseils locaux (local boards) : Manurewa et Papakura
- Le troisième district (équivalent à l'Est de la zone de Manukau City) est Howick. Il n'est pas sous-divisé.

Chaque district a une population d'environ 130 000 à 150 000 habitants.
Aujourd'hui, Manukau City est un quartier de 20 000 habitants qui regroupe le centre ville de l'ancienne ville de Manukau. Il se situe dans le district de Manukau et plus précisément, dans le conseil local de Otara - Papatoetoe.  

## Démographie
Comme une grande partie de la région d'Auckland, la zone de l'ancienne ville de Manukau City est ethniquement diverse. À la fin des années 2000, environ 41 % des habitants se disaient d'origine européenne, 17 % Maori, 27 % du Pacifique, et 15 % Asiatiques.

## Transport
La zone est desservie par une centaine de lignes de bus dont les deux principales sociétés de transport sont Howick & Eastern Buses (pour l'Est) et Waka Pacific (pour l'Ouest). Howick & Eastern Buses a des numéros de lignes allant de 500 à 599 tandis que les numéros de lignes de Waka Pacific vont de 300 à 499.
Pour rejoindre le centre ville d'Auckland, il faut compter entre 45 minutes et 1 heure 30 suivant le quartier.
Le tarif pour un ticket de bus va de $ 1.90 et varie suivant la destination et donc suivant la distance. Un aller simple centre ville de Manukau - centre ville d'Auckland coûte $ 6.80 alors que la traversée de toute la zone de l'ex-Manukau City peut coûter jusqu'à 10 dollars. Les transports en commun sont donc très chers et très peu utilisés par la population à part aux heures de pointe, d'autant plus qu'aucune ligne ne circule après minuit et ce jusqu'à 6 heures du matin.
La voiture reste majoritairement utilisée puisque chaque ménage en possède environ 2 voitures. Des recherches menées par l'Université Griffith ont démontré que dans les 50 dernières années Auckland a mené une politique parmi les plus pro-automobile au monde. Elles sont moins chères qu'en Europe aussi bien à l'achat qu'à la location, ce qui place Auckland au deuxième rang mondial avec 578 voitures pour 1 000 habitants.
Le ferry est également un moyen de transport permettant de relier à partir du port de Half Moon Bay le centre ville d'Auckland et l'île de Waiheke.
Deux lignes de train desservant 16 stations relient le centre ville d'Auckland (ou CBD) à Manukau City (l'ancien centre-ville de Manukau).
Elles sont dirigées par la société Maxx qui supervise les lignes de train, de bus et de ferry de toute la région d'Auckland.

## Éducation
Il y a 110 primary schools (école élémentaire), 14 intermidiate schools (collège), et 29 secondary schools ou college (lycée).
Environ une primary school sur trois comptent également une intermidiate school dans ses locaux, surtout dans les zones les plus rurales situées à l'Est.
La zone comprend également une des plus grandes écoles polytechniques de Nouvelle-Zélande  : la  Manukau Institute of Technology.

## Jumelages
Manukau City était jumelée avec Utsunomiya, Tochigi au Japon. Étant donné que Manukau fait désormais partie d'Auckland, ce jumelage a été ajouté aux autres villes jumelles d'Auckland.